# جون لاروكيت
جون لاروكيت (بالإنجليزية: John Larroquette)‏ هو ممثل أمريكي، ولد في 25 نوفمبر 1947 بنيو أورلينز في الولايات المتحدة. من الجوائز التي نالها جائزة المسرح العالمي سنة 2011.

## أعمال

### أفلام
- (1974) مجزرة منشار تكساس[5][6]
- (1991) جي اف كي[7]
- (1994) ولد ريتش[8][9][10]
- (2003) مجزرة منشار تكساس[11][12][13]
- (2006) البداية[14][15]

### مسلسلات
- بوسطن ليغال
- تشاك
- جوي
- ذا براكتيس
- نايت كورت
- هاوس

## جوائز
- جائزة المسرح العالمي (2011)

## وصلات خارجية
- جون لاروكيت على موقع IMDb (الإنجليزية)
- جون لاروكيت على موقع ألو سيني (الفرنسية)
- جون لاروكيت على موقع تيرنر كلاسيك موفيز (الإنجليزية)
- جون لاروكيت على موقع أول موفي (الإنجليزية)
- جون لاروكيت على موقع قاعدة بيانات برودواي على الإنترنت (الإنجليزية)
- جون لاروكيت على موقع قاعدة بيانات الأفلام السويدية (السويدية)
- جون لاروكيت على موقع إن إن دي بي (الإنجليزية)
- جون لاروكيت على موقع قاعدة بيانات الفيلم (الإنجليزية)
- جون لاروكيت على موقع كينوبويسك (الروسية)